# Leucocosmia unipunctata
Leucocosmia unipunctata là một loài bướm đêm trong họ Noctuidae.